# Microglanis cottoides
Microglanis cottoides är en fiskart som först beskrevs av Boulenger, 1891.  Microglanis cottoides ingår i släktet Microglanis och familjen Pseudopimelodidae. Inga underarter finns listade i Catalogue of Life.